# Harpochloa pseudoharpechloa
Harpochloa pseudoharpechloa là một loài thực vật có hoa trong họ Hòa thảo. Loài này được (Chiov.) Clayton mô tả khoa học đầu tiên năm 1982.